# Стамора-Джермане
Стамора-Джермане (рум. Stamora Germană) — село у повіті Тіміш в Румунії. Входить до складу комуни Моравіца.
Село розташоване на відстані 393 км на захід від Бухареста, 53 км на південь від Тімішоари.

## Населення
За даними перепису населення 2002 року у селі проживали 892 особи.
Національний склад населення села:
| Національність | Кількість осіб | Відсоток |
| -------------- | -------------- | -------- |
| румуни         | 731            | 82,0%    |
| цигани         | 62             | 7,0%     |
| угорці         | 56             | 6,3%     |
| німці          | 23             | 2,6%     |
| серби          | 14             | 1,6%     |
| українці       | 5              | 0,6%     |

Рідною мовою назвали:
| Мова       | Кількість осіб | Відсоток |
| ---------- | -------------- | -------- |
| румунська  | 782            | 87,7%    |
| угорська   | 47             | 5,3%     |
| циганська  | 37             | 4,1%     |
| німецька   | 14             | 1,6%     |
| сербська   | 6              | 0,7%     |
| українська | 5              | 0,6%     |